# Juan Forés Puig
Juan Forés Puig (m. 1940) va ser un militar espanyol.
Militar professional, pertanyia a l'arma de cavalleria. Després de l'esclat de la Guerra civil es va mantenir fidel a la República. Durant el transcurs de la contesa va ocupar el càrrec de cap d'Estat Major del XXIII Cos d'Exèrcit, desplegat en el front d'Andalusia, arribant a aconseguir el rang de tinent coronel. Capturat pels franquistes al final de la contesa, seria empresonat. Va ser afusellat a Paterna el 3 de maig de 1940, a l'edat de 51 anys.